# 구암성당
구암성당은 대한민국의 대구광역시 북구 학정로 280 (구암동)에 위치한 천주교 대구대교구 1대리구 3지역의 성당이다. 1999년 12월 8일에 설립되었다.

## 교통편
- 대구 도시철도 3호선 칠곡운암역

## 같이 보기
- 천주교 대구대교구